# 乔瓦尼·科科
乔瓦尼·科科（義大利語：Giovanni Cocco，1921年6月1日—2007年1月7日），意大利男子举重、摔跤运动员。他曾代表意大利参加世界摔跤锦标赛，获得一枚铜牌。他也曾参加1952年夏季奥林匹克运动会。